# Championnat de république démocratique du Congo de football 2023-2024
Navigation
Vodacom Ligue 1 2022-2023 Linafoot Ligue 1 2024-2025
La saison 2023-2024 de Ligue 1 est la 64e édition du championnat de république démocratique du Congo de football et la 7e sous l'appellation « Ligue 1 » . La saison débute le 24 août 2023.

## Clubs participants pour la saison 2023-2024

### Localisation des clubs participants
| \| Kinshasa: · AS V. Club · DCMP Imana · OC Renaissance · FC LAC · AC Rangers · AC Kuya Sport Lubumbashi: · TP Mazembe · FC Saint Éloi Lupopo · CS Don Bosco · JSG Bazano · Lubumbashi Sport Kolwezi: · Blessing FC · AS Simba Kinshasa Lubumbashi Kolwezi AS Maniema Union SM Sanga Balende AS Dauphins Noirs FC Étoile du Kivu US Panda B52 US Tshinkunku Céleste FC \| Localisation des clubs engagés dans le championnat. |
| Kinshasa: · AS V. Club · DCMP Imana · OC Renaissance · FC LAC · AC Rangers · AC Kuya Sport Lubumbashi: · TP Mazembe · FC Saint Éloi Lupopo · CS Don Bosco · JSG Bazano · Lubumbashi Sport Kolwezi: · Blessing FC · AS Simba Kinshasa Lubumbashi Kolwezi AS Maniema Union SM Sanga Balende AS Dauphins Noirs FC Étoile du Kivu US Panda B52 US Tshinkunku Céleste FC                                                           |

| N° | Province       | Nombre d'équipes | Équipes                                                                                      |
| -- | -------------- | ---------------- | -------------------------------------------------------------------------------------------- |
| 1  | Kinshasa       | 6                | AS V. Club, DCMP Imana, OC Renaissance, FC LAC, AC Kuya Sport et AC Rangers                  |
| 1  | Haut-Katanga   | 6                | TP Mazembe, FC Saint Éloi Lupopo, CS Don Bosco, JSG Bazano, US Panda B52 et Lubumbashi Sport |
| 3  | Lualaba        | 2                | AS Simba Kamikaze et Blessing FC                                                             |
| 4  | Nord-Kivu      | 1                | AS Dauphins Noirs                                                                            |
| 4  | Kasaï-Oriental | 1                | SM Sanga Balende                                                                             |
| 4  | Maniema        | 1                | AS Maniema Union                                                                             |
| 4  | Sud-Kivu       | 1                | FC Étoile du Kivu                                                                            |
| 4  | Équateur       | 1                | Céleste FC                                                                                   |
| 4  | Kasaï-Central  | 1                | US Tshinkunku                                                                                |

### Les vingts clubs participants
Légende des couleurs
- Ligue des champions de la CAF 2023-2024
- Coupe de la confédération 2023-2024
- Promu de D2

| Club                   | Présent depuis | Classement 2022-2023 Conor FECOFA | Entraîneur                                                                                 | Ville      | Stade                        | Capacité théorique |
| ---------------------- | -------------- | --------------------------------- | ------------------------------------------------------------------------------------------ | ---------- | ---------------------------- | ------------------ |
| TP Mazembe             | 2012           | 1                                 | Lamine N'Diaye                                                                             | Lubumbashi | Stade TP Mazembe             | 18 500             |
| AS V. Club             | 2012           | 2                                 | Raoul Shungu Abdeslam Ouaddou                                                              | Kinshasa   | Stade Tata Raphaël           | 50 000             |
| AS Maniema             | 2017           | 3                                 | Papy Kimoto                                                                                | Kindu      | Stade Joseph-Kabila          | 22 000             |
| DCMP                   | 2012           | 4                                 | Dragan Cvetkovic Djene Ntumba Mpangi Merikani (intérim) Kapela Mbiyavanga Mo Suliman Fathi | Kinshasa   | Stade Tata Raphaël           | 50 000             |
| FC Saint Éloi Lupopo   | 2012           | 5                                 | Mohamed Magassouba                                                                         | Lubumbashi | Stade de la Victoire         | 18 000             |
| JSG Bazano             | 2014           | 6                                 | Patrick Mahindu                                                                            | Lubumbashi | Stade de la Kenya            | 35 000             |
| SM Sanga Balende       | 2012           | 7                                 | Daula Lupembe                                                                              | Mbuji-Mayi | Stade Kashala Bonzola        | 25 000             |
| AC Rangers             | 2017           | 8                                 | Boke Bokese                                                                                | Kinshasa   | Stade Tata Raphaël           | 50 000             |
| CS Don Bosco           | 2013           | 9                                 | Faustin Tshijika Jean-Claude Loboko                                                        | Lubumbashi | Stade TP Mazembe             | 18 500             |
| OC Renaissance         | 2016           | 10                                | Nazy Kapende Mayimona Jean Louis Dingondo                                                  | Kinshasa   | Stade Tata Raphaël           | 50 000             |
| AS Dauphins Noirs      | 2013           | 11                                | Hitachi Monsemvula Guy Lusadisu                                                            | Goma       | Stade de l'Unité             | 15 000             |
| Lubumbashi Sport       | 2013           | 12                                | Adel Ousmane / Alain Anrdé Landeut                                                         | Lubumbashi | Stade Frédéric-Kibasa-Maliba | 35 000             |
| AS Simba Kamikaze      | 2019           | 13                                | Daula Lupembe                                                                              | Kolwezi    | Stade Dominique Diur         | 5 000              |
| Blessing FC            | 2020           | 14                                | Jules Nzembe                                                                               | Kolwezi    | Stade Dominique Diur         | 5 000              |
| FC Les Aigles du Congo | 2020           | 15                                | Eric Tshibasu Anicet Kiazayidi Luc Eymael                                                  | Kinshasa   | Stade Tata Raphaël           | 50 000             |
| US Panda B52           | 2021           | 16                                | Honoré Nkulu                                                                               | Likasi     | Stade de Kikula              | 5 000              |
| FC Étoile du Kivu      | 2021           | 17                                | André Ngole Kona Douze Kasereka                                                            | Bukavu     | Stade la Concorde            | 10 000             |
| AC Kuya Sport          | 2021           | 18                                | Kianga Muller                                                                              | Kinshasa   | Stade Tata Raphaël           | 50 000             |
| US Tshinkunku          | 2021           | 19                                | Seguin Ndombe                                                                              | Kananga    | Stade des Jeûnes             | 10 000             |
| Céleste FC             | 2022           | 20                                | René Makondele                                                                             | Mbandaka   | Stade Tata Raphaël           | 50 000             |

### Stades

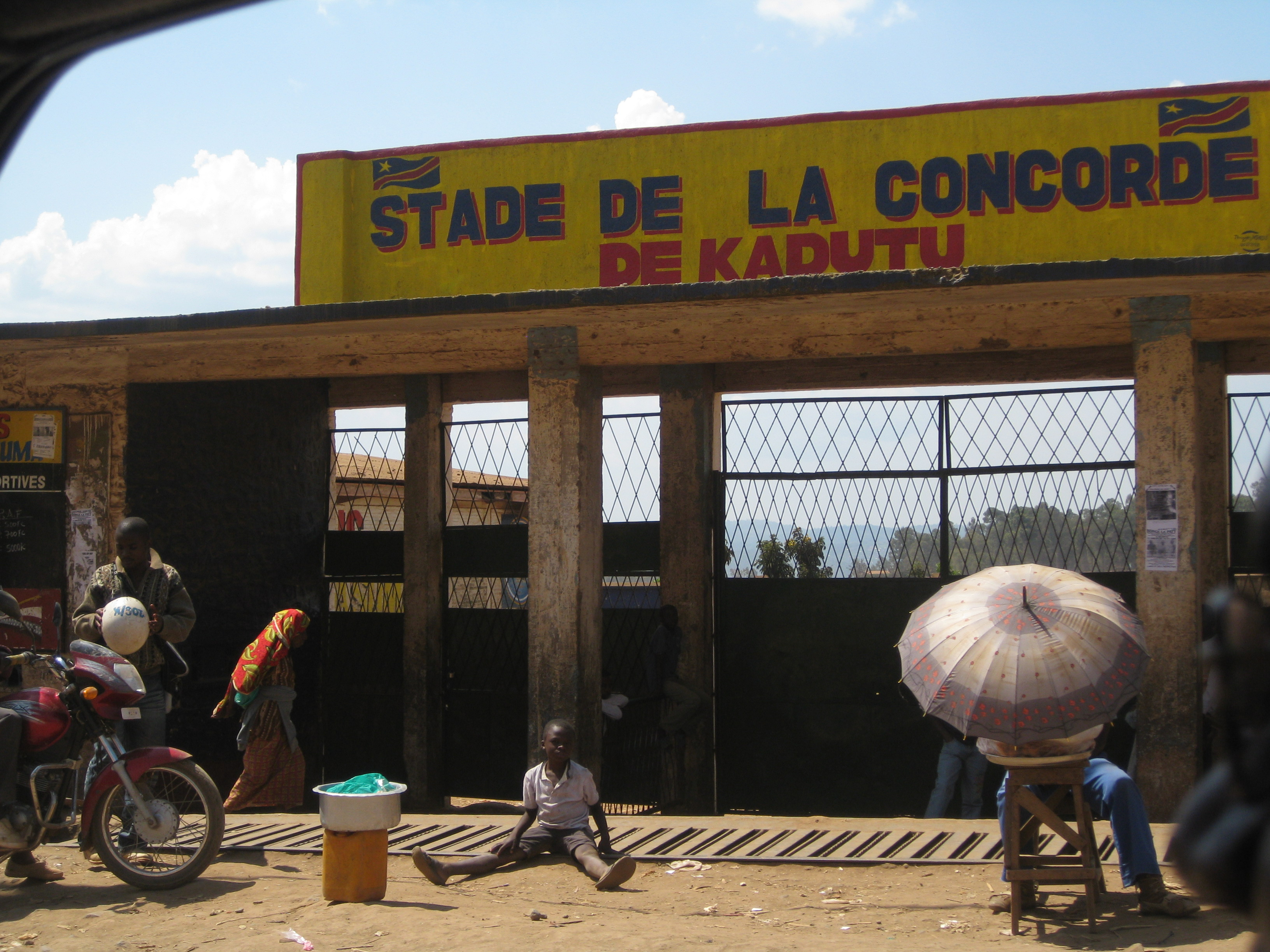
Stade la Concorde Bukavu
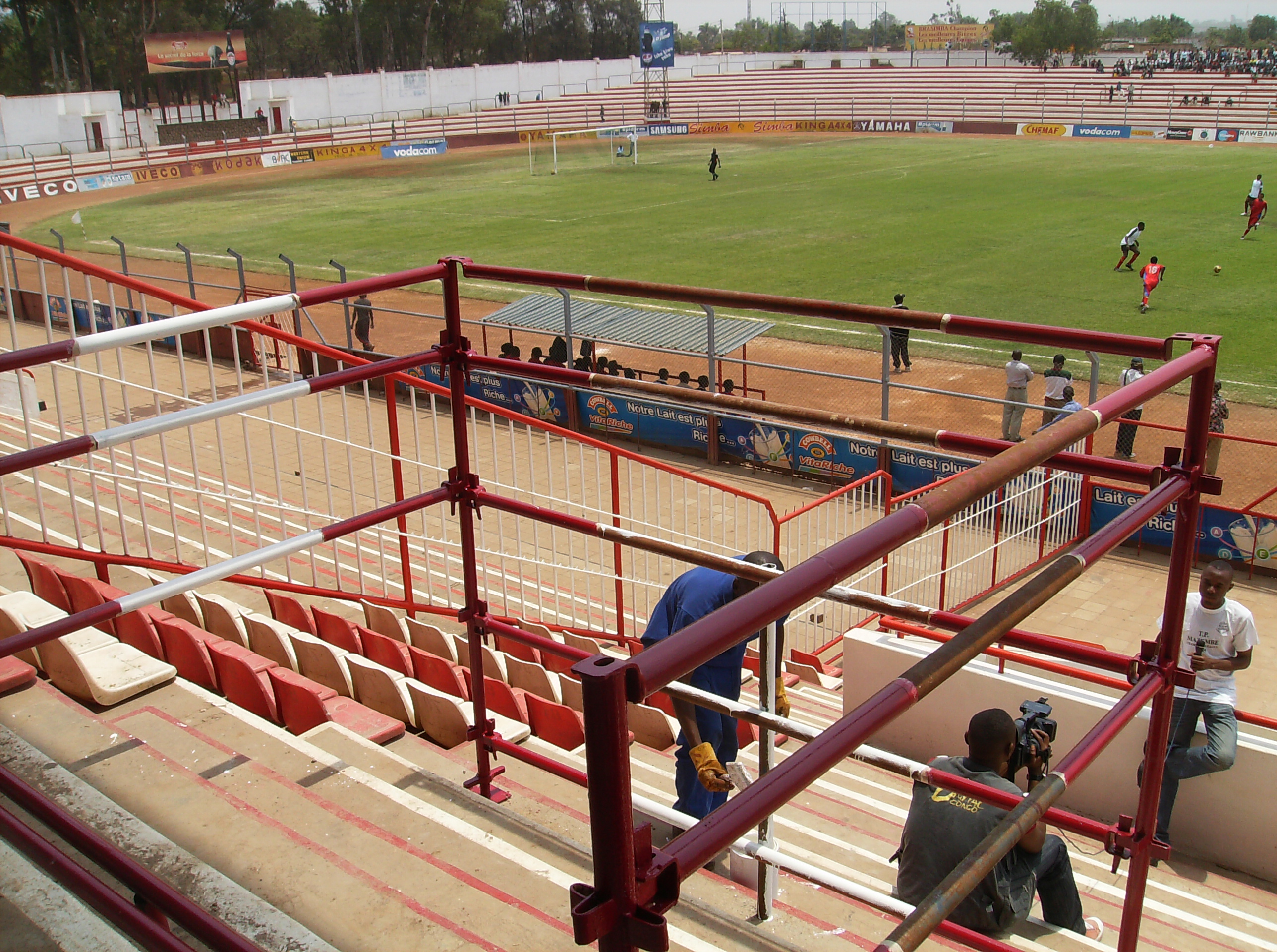
Stade Frédéric-Kibasa-Maliba Lubumbashi
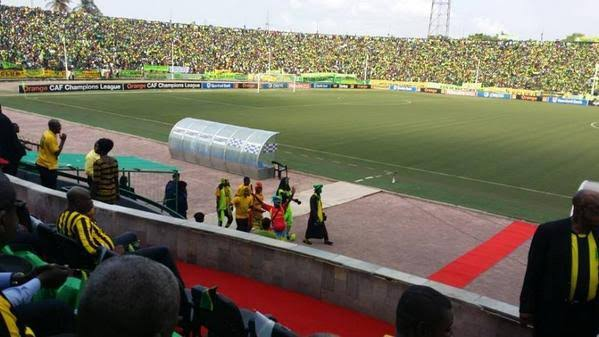
Stade Tata Raphaël Kinshasa
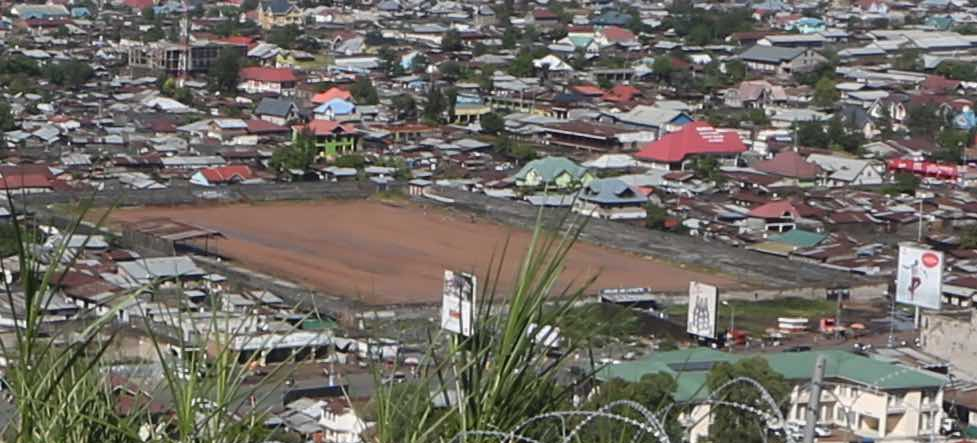
Stade de Virunga Goma

## Classement

### Première phase
| Rang | Équipe               | Pts | J  | G  | N | P  | Bp | Bc | Diff |
| ---- | -------------------- | --- | -- | -- | - | -- | -- | -- | ---- |
| 1    | FC Saint-Éloi Lupopo | 46  | 17 | 15 | 1 | 1  | 36 | 7  | +29  |
| 2    | TP Mazembe           | 40  | 16 | 12 | 4 | 0  | 52 | 7  | +45  |
| 3    | FC Lubumbashi Sport  | 33  | 18 | 9  | 6 | 3  | 31 | 24 | +7   |
| 4    | CS Don Bosco         | 28  | 18 | 8  | 4 | 6  | 23 | 23 | 0    |
| 5    | AS Simba Kamikaze    | 23  | 18 | 5  | 8 | 5  | 18 | 15 | +3   |
| 6    | Blessing FC          | 23  | 18 | 6  | 5 | 7  | 21 | 24 | -3   |
| 7    | SM Sanga Balende     | 16  | 16 | 4  | 4 | 8  | 12 | 20 | -8   |
| 8    | US Panda B52         | 15  | 18 | 3  | 6 | 9  | 9  | 28 | -19  |
| 9    | JS Groupe Bazano     | 8   | 17 | 2  | 2 | 13 | 20 | 44 | -24  |
| 10   | US Tshinkunku        | 7   | 18 | 1  | 4 | 13 | 11 | 41 | -30  |

| Rang | Équipe                 | Pts | J  | G  | N | P  | Bp | Bc | Diff |
| ---- | ---------------------- | --- | -- | -- | - | -- | -- | -- | ---- |
| 1    | AS Maniema Union       | 40  | 17 | 13 | 1 | 3  | 33 | 11 | +22  |
| 2    | AS Dauphins Noirs      | 32  | 18 | 9  | 5 | 4  | 20 | 13 | +7   |
| 3    | AS Vita Club           | 31  | 17 | 10 | 1 | 6  | 20 | 9  | +11  |
| 4    | DC Motema Pembe        | 28  | 17 | 8  | 4 | 5  | 19 | 17 | +2   |
| 5    | FC Les Aigles du Congo | 26  | 18 | 8  | 2 | 8  | 18 | 15 | +3   |
| 6    | OC Renaissance         | 21  | 18 | 5  | 6 | 7  | 21 | 25 | -4   |
| 7    | FC Étoile de Kivu      | 20  | 18 | 6  | 2 | 10 | 20 | 25 | -5   |
| 8    | Céleste FC             | 16  | 17 | 4  | 4 | 9  | 11 | 21 | -10  |
| 9    | AC Kuya Sport          | 16  | 18 | 4  | 4 | 10 | 11 | 26 | -15  |
| 10   | AC Rangers             | 14  | 18 | 3  | 5 | 10 | 12 | 29 | -17  |

Abréviations

- 1er, 2e, 3e et 4e Barrages de qualification

Barrages de relegation en Ligue 2 2024-2025
- 7e, 8e, 9e et 10e : Barrage de relégation

Abréviations
- T : Tenant du titre
- C : Vainqueur de la Coupe du Congo 2024
- P : Promus de Ligue 2 2022-2023

### Groupe pour le titre
| Rang | Équipe                 | Pts | J  | G  | N | P  | Bp | Bc | Diff |
| ---- | ---------------------- | --- | -- | -- | - | -- | -- | -- | ---- |
| 1    | TP Mazembe             | 37  | 14 | 12 | 1 | 1  | 39 | 5  | +34  |
| 2    | AS Maniema Union       | 32  | 14 | 10 | 2 | 2  | 27 | 8  | +19  |
| 3    | FC Saint-Éloi Lupopo   | 24  | 14 | 6  | 6 | 2  | 20 | 13 | +7   |
| 4    | FC Les Aigles du Congo | 20  | 14 | 5  | 5 | 4  | 18 | 20 | -2   |
| 5    | AS Vita Club           | 19  | 14 | 4  | 7 | 3  | 13 | 10 | +3   |
| 6    | AS Dauphins Noirs      | 10  | 14 | 3  | 1 | 10 | 9  | 30 | -21  |
| 7    | CS Don Bosco           | 8   | 14 | 2  | 2 | 10 | 8  | 23 | -15  |
| 8    | FC Lubumbashi Sport    | 5   | 14 | 1  | 2 | 11 | 7  | 32 | -25  |

## Statistiques

### Meilleurs buteurs
Le tableau suivant liste les joueurs selon le classement des buteurs :
| Rang | Joueur           | Club           | Buts |
| ---- | ---------------- | -------------- | ---- |
| 1    | Fily Traoré      | TP Mazembe     | 25   |
| 2    | Glody Likonza    | TP Mazembe     | 12   |
| 3    | Cheick Fofana    | TP Mazembe     | 9    |
| 3    | Joël Beya        | TP Mazembe     | 9    |
| 5    | Oscar Kabwit     | TP Mazembe     | 5    |
| 5    | Patient Mwamba   | TP Mazembe     | 5    |
| 7    | Kevin Mondeko    | TP Mazembe     | 4    |
| 7    | Jean-Louis Diouf | TP Mazembe     | 4    |
| 9    | Ibrahima Keita   | TP Mazembe     | 3    |
| 9    | Michée Mfiengi   | Étoile du Kivu | 3    |

### Meilleurs passeurs
Le tableau suivant liste les joueurs selon le classement des buteurs :
| Rang | Joueur         | Club           | Buts |
| ---- | -------------- | -------------- | ---- |
| 1    | Michée Mfiengi | Étoile du Kivu | 6    |
| 2    |                |                |      |
| 3    |                |                |      |
| 4    |                |                |      |
| 5    |                |                |      |
| 6    |                |                |      |
| 7    |                |                |      |
| 8    |                |                |      |
| 9    |                |                |      |
| 10   |                |                |      |